# Rallybrudar
Rallybrudar è un film commedia del 2008 diretto da Lena Koppel e protagoniste Eva Röse e Marie Robertson.
Pellicola di produzione interamente svedese narra di due ragazze, assistenti veterinarie che, appassionate di corse automobilistiche, sfidano i costumi sessisti di un piccolo centro della Svezia degli anni sessanta partecipando a un rally, tradizionalmente riservato a equipaggi di soli uomini. L'opera ha valso a Robertson, nel 2009, la candidatura al premio Guldbagge per la miglior attrice non protagonista.
Il film, oltre che nel consueto circuito cinematografico nazionale, ha trovato spazio sulle piattaforme streaming, tra le quali Apple TV+ e Netflix.

## Trama
La storia si svolge in una piccola comunità nella Contea di Värmland, nella Svezia centro-occidentale, durante gli anni sessanta. Nel mezzo dell'idillio quotidiano c'è Ulla, progressista ragazza appassionata di corse automobilistiche, che lavora come assistente veterinaria a Torsby. Tra i suoi compiti c'è quello di assistere il suo datore di lavoro, il veterinario Krook, nel raccogliere lo sperma di toro da utilizzare nell'inseminazione artificiale, e indossato un caschetto, sfreccia per le strade sterrate della contea alla guida della bianca Volvo PV544 per evitarne il deterioramento. Sogna di diventare lei stessa pilota di rally, ma la maggior parte delle persone intorno a lei, compreso Kenta, il suo ragazzo, pensano che le donne non dovrebbero uscire dallo stereotipo, graziose, amanti del ballo, centro del focolare domestico.
Birgitta, d'altra parte, pittrice innamorata della Francia e di Parigi, fa tutto il possibile per evitare il padre, intenzionato a farle prendere in gestione la fattoria di famiglia dopo essere convolata a nozze con Arne, un noioso spasimante.
Melin, editore di riviste locali, incontratala al bar sprona Ulla a partecipare al prossimo rally di Antilla, suggerendole come navigatore Birgitta per le qualità di orientamento che aveva da piccola, la quale però declina l'offerta. Dopo aver faticato a trovare un'automobile adatta alla competizione, vedendosi negare l'aiuto proprio perché, come sostiene Roffe, il capo officina di Kenta, una donna non dovrebbe correre nei rally, trova nel bulletto da lei sconfitto in una corsa a due il suo copilota iscrivendosi alla fine con la Volvo aziendale, stupendo tutti per essere riuscita a vincere la gara.
Birgitta, incalzata dal padre ad abbandonare le velleità artistiche per diventare una brava moglie e donna di casa, pur se inizialmente riluttante, cede infine al comune progetto di correre il rally di Hagfors, convinta da Ulla che vincendo sarebbe un'opportunità per poter lasciare il paese e concretizzare le sue ambizioni artistiche, esistenze le loro accomunate dall'impossibilità di esprimere e vivere ciò che sentono di essere, arrivando infine a correre, sul suo tanto amato suolo francese, il rally di Monte Carlo.

## Produzione

### Cameo
Nel film partecipano come comparse diverse stelle dell'automobilismo svedese, passate, e al momento della sua realizzazione, presenti. Tra queste Olle Arnesson, quattro volte campione europeo di rallycross, alla partenza di uno dei rally, i fratelli Per-Inge, Stig-Olof e Lars-Erik Walfridsson, e un giovane Calle Ward.
Eveline Walfridsson, cugina della moglie del rallysta norvegese Petter Solberg nonché essa stessa pilotessa, è controfigura della protagonista Eva Röse, che ha sua volta prima di intraprendere le riprese ha frequentato un corso di guida veloce a vent'anni, come ha sostenuto in un'intervista, dal conseguimento della patente preferendo essere trasportata che essere alla guida.

### Veicoli utilizzati
Tra i numerosi modelli di auto da rally tipici degli anni sessanta, specie nei paesi scandinavi, nel film vengono utilizzati:
- Volvo PV544 bianca: Ulla
- Volkswagen Maggiolino 1200 rossa: Birgitta
- Citroën DS: auto ufficiale Citroën fornita alla coppia nel primo rally
- Volvo Amazon rosa: auto con numero di gara 88 con le quali partecipano al rally
- Volvo Duett: Roffe
- Saab 96 bianca: apripista
- Ford Galaxie Starliner: gara a due
- Imperial: gara a due